# Campionati africani di lotta 2003
I campionati africani di lotta 2003 sono stati la 19ª edizione della manifestazione continentale organizzata dalla FILA. Si sono svolti nel maggio 2003 a Il Cairo, in Egitto.

## Podi

### Uomini

#### Lotta libera
| Evento | Oro                                   | Argento                              | Bronzo                           |
| 55 kg  | Shaun Williams Sudafrica              | Tarek Ano Wafa Egitto                | Omar Hamada Algeria              |
| 60 kg  | Ali Mohamed Hassan Abu Taleb Egitto   | Jacques Schoeman Sudafrica           | Mohamed Amine Benhammadi Algeria |
| 66 kg  | Walid Hassab El Nabi Egitto           | Farid Hanoun Algeria                 | Ali Belkchairi Marocco           |
| 74 kg  | Corne Erasmus Sudafrica               | Sharif Adlane Algeria                | Jabeur Dridi Tunisia             |
| 84 kg  | Arnoldus Johannes Lottering Sudafrica | Mohamed Ali Bouzaiane Tunisia        | Ahmed Ibrahim Ibrahim Egitto     |
| 96 kg  | Saleh Moustafa Egitto                 | Steven van Eeden Sudafrica           | Samir Bouguerra Algeria          |
| 120 kg | Steven van Eeden Sudafrica            | Hisham Abdelwahab Abdelmoamen Egitto | Sofiane Akrout Tunisia           |

#### Lotta greco-romana
| Evento | Oro                               | Argento                       | Bronzo                     |
| 55 kg  | Mohamed Moustafa Abu Elela Egitto | Samir Ben Chenaf Algeria      | Ziad Kefi Tunisia          |
| 60 kg  | Ashraf Meligy El Garably Egitto   | Mohamed Mehdi Jelassi Tunisia | Mohamed Zoghbi Algeria     |
| 66 kg  | Mohamed Barguaoui Tunisia         | Ibrahim Magdy Gaber Egitto    | Hicham Mihoubi Algeria     |
| 74 kg  | Ahmed Said Mohammady Egitto       | Ahmed Fortas Algeria          | Badreddine Amdouni Tunisia |
| 84 kg  | Amor Bach Hamba Tunisia           | Ahmed Mahmoud Shaker Egitto   | Samir Bouguerra Algeria    |
| 96 kg  | Mohamed El Said Mohamed Egitto    | Benhamad Redah Algeria        | Steven van Eeden Sudafrica |
| 120 kg | Yasser Abdelrahman Ali Egitto     | Craig Cramer Sudafrica        | Aymen Ben Ftima Tunisia    |

### Donne

#### Lotta libera
| Evento | Oro                            | Argento                        | Bronzo                       |
| 48 kg  | Fadhila Louati Tunisia         | Rajib Rajaa Marocco            | Manar Saeed Egitto           |
| 51 kg  | Ghada Rabaa Saied Egitto       | Nour El Houda Bejaoui Tunisia  | Chantel Roussouw Sudafrica   |
| 55 kg  | Faiza Bejaoui Tunisia          | Rasha Mohamed Elneklawy Egitto | Magdeleine van As Sudafrica  |
| 59 kg  | Doaa Ahmed Maher Egitto        | Samia Bejaoui Tunisia          | Christelle Wiehahn Sudafrica |
| 63 kg  | Soumaya Ben Sassi Tunisia      | Abeir Abd El Wahab Egitto      | Marlise Ras Sudafrica        |
| 67 kg  | Yousria Magdy Elberhamy Egitto | Kaouthmen Ghanmi Tunisia       | C. du Toit Sudafrica         |
| 72 kg  | Saida Riabi Tunisia            | Sara Ahmed Maher Egitto        | Lorinda Bence Sudafrica      |

## Medagliere
La nazione ospitante è evidenziata.
| Pos.   | Paese     | Oro | Argento | Bronzo | Totale |
| ------ | --------- | --- | ------- | ------ | ------ |
| 1      | Egitto    | 11  | 7       | 2      | 20     |
| 2      | Tunisia   | 6   | 5       | 5      | 16     |
| 3      | Sudafrica | 4   | 3       | 7      | 14     |
| 4      | Algeria   | 0   | 5       | 6      | 11     |
| 5      | Marocco   | 0   | 1       | 1      | 2      |
| Totale | Totale    | 21  | 21      | 21     | 63     |